# (50033) Perelman
(50033) Perelman – planetoida z pasa głównego planetoid, odkryta 3 stycznia 2000 roku przez Stefano Sposettiego z obserwatorium w Gnosca (Szwajcaria). Nazwano ją na cześć Grigorija Perelmana (ur. 1966), rosyjskiego matematyka, który udowodnił hipotezę Poincarégo.